# Деветорка из Литл Рока
Деветорка из Литл Рока (енгл. Little Rock Nine) била је група од девет афроамеричких ученика у средњој школи Литл Рок 1957. године. Након њиховог уписа у школу услиједила је криза у Литл Року, током које је гувернер Арканзаса Орвал Фобес првобитно спријечио учеснике да уђу у расно сегрегирану школу. Затим су почели похађати наставу након интервенције предсједника Двајта Д. Ајзенхауера.
Врховни суд Сједињених Држава је 17. маја 1954. издао историјску пресуду у случају Браун против Одбора за образовање. Везана за 14. амандман, одлука је прогласила неуставним све законе који успостављају сегрегиране школе и позвала на десегрегацију свих школа широм земље. Након одлуке, Национално удружење за унапрјеђење обојених људи (NAACP) покушало је да региструје црне ученике у раније потпуно бјелачке школе у градовима широм југа. У Литл Року у Арканзасу, школски одбор је пристао да се повинује пресуди Врховног суда. Вирџил Блосом, управник школе, представио је школском одбору план постепене интеграције 24. маја 1955, што је одбор једногласно одобрио. План је требао бити спроведен током јесени 1957, што би био почетак школске 1957/1958. године.
До 1957, NAACP је уписао девет црних ученика у претходно потпуну бјелачку средњу школу Литл Рок, одабране на основу критеријума одличних оцјена и владања. Добили су назив „Деветорка из Литл Рока”, а то су били Ернест Грин (р. 1941), Елизабет Екфорд (р. 1941), Џеферсон Томас (1942—2010), Теренс Робертс (р. 1941), Карлота Волс Ланијер (р. 1942), Миниџин Браун (р. 1941), Глорија Реј Карлмарк  (р. 1942), Телма Мадершед (р. 1940) и Мелба Патило Билс (р. 1941). Ернест Грин је био први Афроамериканац који је завршио средњу школу Литл Рок.
Када је интеграција почела 4. септембра 1957, Национална гарда Арканзаса је позвана да „очува мир”. Првобитно по наређењу гувернера, требало је да спријече црне ученика у школе због тврдњи да постоји „непосредна опасност од немира, нереда и нарушавању мира” по интеграцију. Међутим, предсједник Ајзенхауер је издао извршно наређење бр. 10730, којим је федерализована Национална гарда Арканзаса и наложено им је да подрже интеграцију 23. септембра исте године, након чега су заштитили афроамеричке студенте.